# جاده بلند (آلبوم کشا)
جادهٔ بلند (به انگلیسی: High Road) چهارمین آلبوم استودیویی از خواننده-ترانه‌پرداز آمریکایی کشا که در ۳۱ ژانویهٔ سال ۲۰۲۰ از سوی آرسی‌ای و کموساب رکوردز منتشر گردید. اعلام انتشار این آلبوم که در اواخر سال ۲۰۱۹ اعلام شد و کشا در این آلبوم با ترانه‌سازان مختلف و سازندگان ضبط همکاری کرد تا به ترجیح مطلوب خود برسد، این آلبوم ترکیبی از سبک‌ها از جمله رقص پاپ، هیپ هاپ، الکترونیکی و گاسپیل را در بر است.